# 水子 (富士見市)
水子（みずこ）は、埼玉県富士見市の南部の地名（大字）である。郵便番号は354-0011。

## 地理
富士見市南部の主に武蔵野台地上に位置する。南側の沖積平野に柳瀬川が、台地の縁に沿うように北側に新河岸川や富士見江川が流れる。
西みずほ台付近に1ヶ所、水谷東付近に2ヶ所の飛地を有する。

## 歴史
もとは江戸期より存在する水子村、古くは室町期より見出せる水子郷であった。
- 正保年間は幕府領および旗本三浦氏・杉浦氏・芝山氏の相給、幕末は上野前橋藩領。
- 1869年（明治2年） - 版籍奉還により水子村が川越藩の管轄になる。
- 1871年（明治4年） - 川越藩が川越県、さらに入間県となる。
- 1873年（明治6年） - 入間県、群馬県が合併、熊谷県となる。
- 1876年（明治9年） - 熊谷県が廃止、旧入間県が埼玉県に編入。
- 1879年（明治12年） - 入間郡が設けられる。
- 1889年（明治22年） - 水子村と針ケ谷村が合併し、入間郡水谷村となる[4]。水子村は水谷村の大字水子となる。
- 1944年（昭和19年）2月11日 - 町村合併促進法が施行され、水谷村、宗岡村、内間木村、志木町が合併、北足立郡志紀町となる[4][6]。水谷村一時消滅。
- 1948年（昭和23年）4月1日 - 水谷村が志紀町から分離、北足立郡水谷村となる[6]。
- 1956年（昭和31年）9月30日 - 鶴瀬村、南畑村、水谷村が合併、富士見村となる[6]。富士見村の大字水子となる。
- 1964年（昭和39年）4月1日 - 町制施行、富士見町となる[6][4]。富士見町の大字水子となる。
- 1967年（昭和42年） - 大字水子の一部を北足立郡足立町（後の志木市）へ編入する[7][4]。なお、同時に足立町大字宗岡の一部を富士見町へ編入する[7]。
- 1972年（昭和47年）4月10日 - 市制施行、富士見市となる[6][4]。富士見市の大字水子が成立[8]
- 1972年（昭和48年）8月1日 - 大字水子の一部が大字鶴馬の一部と併合して鶴馬3丁目が成立[4][8]。
- 1977年（昭和52年）10月21日 - 地内を通る東武東上本線にみずほ台駅が開設される。
- 1978年（昭和53年）10月1日 - 土地区画整理事業により大字水子の一部から東みずほ台（1 - 3丁目）、西みずほ台（1 - 3丁目）、水谷（1 - 2丁目）、水谷東（1 - 3丁目）、が分離成立[8][9]。
- 1982年（昭和57年）12月 - 土地区画整理事業により、大字水子字榎町が分離して榎町が成立する[10][11]。

## 小字
- 打越[12]
- 打越下
- 山崎
- 山崎前
- 新田下
- 本郷橋
- 本郷
- 西桜井
- 東小原
- 西小原
- 大原
- 松山
- 地蔵山
- 東
- 桜井
- 氷川前
- 西北側
- 東北側
- 寺下
- 東前
- 町谷前
- 久保新田
- 寺前
- 永久保
- 杉ノ内
- 松原
- 並木裏
- 小作
- 京塚
- 東石井
- 八ツ合
- 神明
- 観音前
- 山下
- 北袋
- 城ノ下
- 岡ノ坂
- 前河岸前
- 高芝
- 三丁目
- 大三丁目
- 姥袋
- 前沼
- 永島
- 谷前
- 牛子
- 石橋
- 砂押
- 石井前
- 石井
- 東台
- 台
- 東並木
- 西並木
- 西原
- 東別処
- 正網
- 薬師下
- 台下
- 北土井
- 南土井
- 榎町
- 向山前
- 別処前
- 別処
- 栗谷
- 西松原[12]

## 世帯数と人口
2017年（平成29年）9月30日現在の世帯数と人口は以下の通りである。
| 大字 | 世帯数    | 人口    |
| ---- | --------- | ------- |
| 水子 | 3,283世帯 | 8,154人 |

## 小・中学校の学区
市立小・中学校に通う場合、学区（校区）は以下の通りとなる。
| 区域 | 小学校                   | 中学校               |
| --- | ------------------------ | -------------------- |
| 東武東上線以東でみずほ台東通線(市道48号線)を経て市道1127号線 同1101号線、同1106号線、同1097号線、同1105号線、同34号線 同35号線を結ぶ東側で、国道浦和・所沢線北側の地域 | 富士見市立水谷小学校     |                      |
| 東武東上線以東の国道浦和・所沢線南側で、市道44号線以西の地域 | 富士見市立水谷東小学校   |                      |
| 東武東上線以東でみずほ台東通線(市道48号線)を経て、市道1127号線 同1101号線、同1106号線、同1097号線、同1105号線、同34号線 同35号線を結ぶ西側の地域                       | 富士見市立みずほ台小学校 |                      |
| 東武東上線西側の地域 | 富士見市立針ケ谷小学校   |                      |
| 水谷第1町会の地域 |                          | 富士見市立本郷中学校 |
| 東武東上線西側の地域 | 富士見市立西中学校       |                      |
| 東武東上線以東の水谷第2町会、水谷第3町会(市道39号線と県道 大井・志木線を結ぶ南側の地域)                                                                                | 富士見市立水谷中学校     |                      |

## 交通
地内を東武東上線が通るが駅はない。かつて水子の一部だった東みずほ台に東武東上本線のみずほ台駅があり、同駅が最寄り駅となっている。なお、地内の最南部は柳瀬川を挟み柳瀬川駅が近接する。
道路
- 国道254号・国道463号（浦和所沢バイパス）
- 埼玉県道266号ふじみ野朝霞線

## 寺社
- 江嶋神社
- 氷川神社
- 水宮神社
- 真言宗智山派水光山大應寺
- 城の下観音堂[14]
- 性蓮寺
- 宝性寺
- 眞光寺

## 施設
- 水子貝塚公園・水子貝塚資料館[5]
- 山崎公園
- 石井緑地公園[14]
- 埼玉県富士見中継ポンプ場 - 飛地に所在。南畑大排水路の流末。
- 富士見市立本郷中学校
- 富士見市立水谷中学校
- 富士見市立水谷東小学校

## その他
- 水子貝塚 - 国指定史跡。水子貝塚公園内に所在する。
- 打越遺跡 - 旧石器時代後期の遺跡。

## 関連文献
- 「水子村」『新編武蔵風土記稿』 巻ノ165入間郡ノ10、内務省地理局、1884年6月。NDLJP:764002/81。